# ادلور
ادلور (به انگلیسی: Adlur) یک منطقهٔ مسکونی در هند است که در کارناتاکا واقع شده‌است.